# Campana de los Perdidos

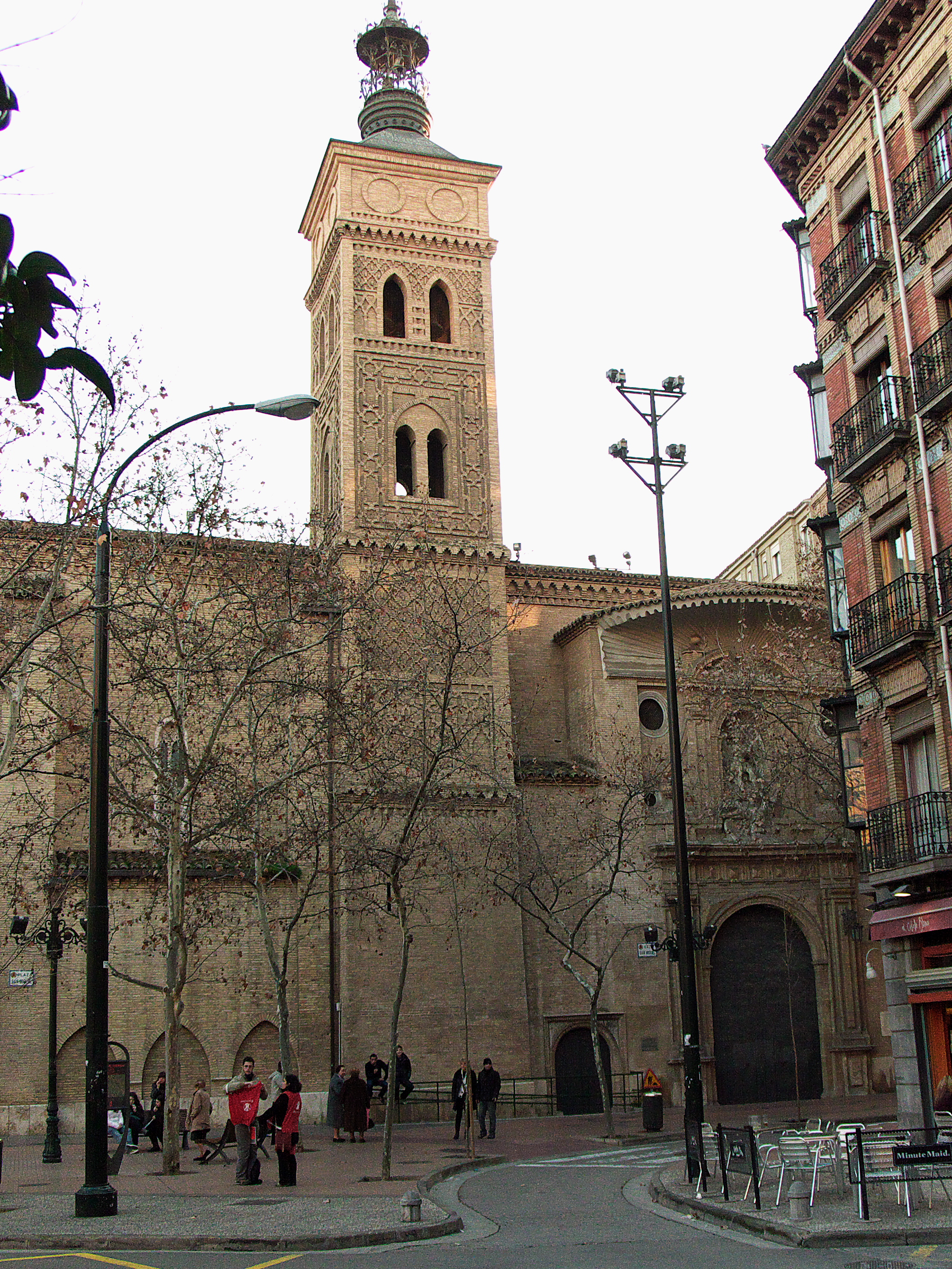
Torre de la iglesia de San Miguel de los Navarros de Zaragoza.

La Campana de los Perdidos hace referencia a una campana que tañía la iglesia de San Miguel de los Navarros en Zaragoza, España.

## Historia
En el siglo XVI, gente de Zaragoza trabajaba en las orillas del río Huerva desde el amanecer hasta el anochecer. En aquella época, el terreno estaba ocupado por la vegetación, tan alta que era capaz de ocultar a una persona.
Solía ocurrir, sobre todo en invierno y debido a la niebla que se formaba por la proximidad del río, que la gente no hallase el camino de vuelta a la ciudad y les sorprendiese la noche, teniendo que pasarla al raso.
El invierno de un año de principios del siglo XVI (que puede ser 1505, 1509 o 1529, puesto que hay divergencia entre lo que señalan las fuentes) fue particularmente frío y húmedo. Aquel año, se encontraron los cadáveres de dos mujeres cerca del río.
Debido a estos hechos, el clero de la iglesia de San Miguel, que entonces estaba junto a la llamada Puerta del Duque, decidió colocar una gran lámpara en lo alto del campanario para que, ayudada por espejos, hiciera como un faro cuya luz sirviera como punto de referencia en el campo. Durante una tormenta, el cierzo arrancó el faro en 1556 en un día en que perecieron varias personas por el desbordamiento del río, ya por querer salvarse de la riada, ya por intentar salvar a sus seres queridos.
Consternada la ciudad por los desastres producidos por la tormenta, resolvieron solicitar del Jurado en cap (el ayuntamiento) que una de las campanas de la torre de dicha iglesia se tocara cada media hora desde el crepúsculo hasta las doce de la noche. La ciudad resolvió favorablemente la petición y determinó que el campanero tuviese una habitación en la misma torre o junto a ella, haciendo repicar la campana cada media hora desde el anochecer hasta la media noche. Además, debía poner otra luz en un punto más elevado y seguro de la mencionada torre. Esta campana y su tocar al caer la tarde hizo que a los que vagaban por la ciudad mientras tocaba les cayera el apodo de perdidos.
Dos siglos más tarde, en 1725, cuando se despejó de malezas y árboles la zona, se suprimió la luz y la campana, ya denominada por todos como campana de los perdidos, siguió tocando, pero de hora en hora, desde las nueve de la noche en otoño e invierno y a partir de las diez de la noche el resto del año.
La Iglesia de San Miguel mantuvo la tradición, con excepción de dos periodos: durante los sitios de Zaragoza dejó de tocar unos meses, así como a mediados del siglo XX, por causas desconocidas. En la actualidad hay una campana que sigue tocando las treinta y tres acompasadas campanadas del ritual de manera simbólica, pero esta vez solo una vez al día, a las 22:05.
La campana que toca actualmente no es la original sino que fue fundida en el siglo XIX. Tiene un diámetro de 67 cm, pesa 180 kg y tiene grabado el texto: 

Miguela soy, titulada de asonar el reloj, a expensas de la parroquia de San Miguel de los Navarros de Zaragoza. Quintana, 1833.

Con respecto a lo que ocurrió con la original, se manejan dos hipótesis: pudo romperse por el uso o puede ser una de las que se conservan en la sacristía de la iglesia.